# Synagogue d'Amerikai út
La Synagogue d'Amerikai út (en hongrois : Amerikai úti zsinagóga) est une synagogue située dans l'Hôpital de la Charité, dans le 14e arrondissement de Budapest.